# التجمع الوطني للإصلاح والتنمية - تواصل
حزب التجمع الوطني للإصلاح والتنمية الموريتاني المعروف إختصارًا بـ  تواصل، هو حزب سياسي إسلامي في موريتانيا.

## إعلان السياسة العامة
فتح اكتمال المسار الانتخابي للمرحلة الانتقالية الماضية آفاقا جديدة حيث أصبحت في بلادنا مؤسسات دستورية مكتملة: رئيس جمهورية وبرلمان تمثيلي تمخضا عن انتخابات شفافة اعترف الجميع بنتائجها.
ونظرا لذلك وحرصا منا أن نشارك في العمل الوطني بالوسائط الدستورية والقانونية، ونسهم إلى جانب كل القوى السياسية الجادة في النهضة ببلادنا على كافة المستويات في المرحلة القادمة، فإننا نعلن تأسيس حزب سياسي يدعى التجمع الوطني للإصلاح والتنمية وهو قوة سياسية وسطية تنأى عن الإفراط وتبتعد عن التفريط، تعمل لتعزيز الثوابت وحماية المصالح وتمد اليد للجميع من أجل موريتانيا.
وإعلان السياسة العامة هذا يمثل معالم الهوية الفكرية والسياسية لهذا الحزب به يعرف وانطلاقا منه يحكم عليه وتقاس مواقفه وتصرفاته.

## أولا: تشخيص عام

### 1- على المستوى الوطني
معروف أن الدولة الموريتانية المعاصرة التي ولدت من رحم المستعمر في جفاء من الأخوة ومناخ من التأزم لم تتمحض لمقتضيات التحدي سلطاتُها الأولى ولا إمكاناتُها المتاحة، فعاشت تحديات أكبر من المتوقع، واضطربت رؤيتها بين مقتضيات المواطنة وعزة السيادة من جهة، ونفوذ الأجنبي الذي عضده جفاء الأشقاء من جهة أخرى، فظل ذلك النفوذ البغيض حاضرا في فترات عديدة من تاريخ البلد ووجد نخبا كانت خير رسل لمشروع واجهتُه مقاومة الآباء في بعديها الإيجابي المقتحم والسلبي المتمنع.
وسادت أحادية الرأي البلادَ مجسدة في نظام الحزب الواحد الذي حكم البلد فترة الحكم المدني. ثم جاء العسكر فأجهزوا على بقية التعدد في الآراء التي تتيحها السلطة المدنية، لكن الأخطاء والتجاوزات تلاحقت منذ 1984، لتحيل ما تحقق على قلته، من هيبة الدولة ومكانتها، ركاما يتسابق المفسدون لنهبه فتغولت الليبرالية المتوحشة واستأسد الفساد فغدا سلوكا نمطيا يطغى على كل ما عداه، وكانت ديمقراطية الكرنفالات خير وسيلة لتكريس الاستبداد.
وبدت الصراعات العرقية والقبلية والجهوية قدرا محتوما، وفاح نتن الجاهلية في أحداث 1989 تقطيعا للأرحام وإراقة لدماء الموريتانيين في وطنهم وجاء ذلك ليكمل المأساة البشعة التي تعرض لها الموريتانيون في السنغال.
وكانت الكارثة حملة النظام البائد على جزء من أبناء الوطن وإبعادهم عنه مما أوجد شرخا خطيرا في الوحدة الوطنية للبلد وأهله.
كما أن نسيج المجتمع اتسع خرقه بتلك الأحداث معززا ما كان من مظاهر وآثار عبودية واسترقاق وما تجسد من فئوية وطبقية تجسد التعالي والعنصرية وتمحو ما تدعو له الملة وتجسده الدولة من مواساة ومساواة. ولئن سجلنا رفضنا لكل ذلك، فإن اللوم فيه لا ينصب على المجتمع أو أي من مكوناته، بل على بعض السياسيين ممن سكتوا أو أيدوا.
ولم تخل الدولة الوطنية طوال تاريخها من عنت السجون ومصادرة الحريات، وكان أشده ما طال الجميع في السنوات العجاف خلال الفترات الماضية، وهو ما يستوجب من المجتمع النهوض لتحقيق ميثاق شرف وطني يجرم مصادرة الحقوق والحريات العامة وممارسة الإقصاء والتعذيب ويأبى كل صنوف هدر الكرامة الإنسانية.
وقد نتج عن الوضعية السابقة جملة مظاهر نوجزها فيما يلي:
1. انسداد الأفق السياسي وتحول العملية الديمقراطية إلى شكل باهت.
2. عجز اقتصادي مريع جعل النظام يحتفل بتصنيف البلد في دائرة الدول الأكثر فقرا.
3. انهيار ملموس في الحياة الاجتماعية، وسيادة القيم المادية، والانحراف الخطير في الأخلاق والسلوك العام.
4. تدهور واقع التعليم وتراجع مكتسبات الهوية الوطنية خصوصا ما يتعلق بمكانة التربية الإسلامية واللغة العربية واللغات الوطنية الأخرى في المناهج التعليمية واستهداف مؤسسات المجتمع من مساجد ومحاظر ورموز معتبرة وتغيير الإجازة الأسبوعية إلى الأحد.

وأصبح القضاء تابعا للسلطة التنفيذية تتحكم فيه إدارة أمن الدولة وتباع أحكامه بالمزاد.
أما العلاقات الخارجية فقد خضعت في العشرين سنة الماضية للمزاج واستحالت إلى حقل تجارب اختير لها على الدوام مطيعون يمتثلون: «ما أريكم إلا ما أرى» فساءت علاقات الجوار وضحي بها في سبيل المطامع الرخيصة وشاعت الزبونية في المواقف وبدا أن البلد لا يملك رؤية ولا يهتدي سبيلا.
ولما وجد النظام نفسه معزولا مستهدفا لم يبادر بإصلاح الخلل في ملفات البلد ووشائج القربى والقوم والإقليم، وعلاقات المنتظم الدولي بل تجاوز كل ذلك ليقيم علاقات مع إسرائيل بحسبان ذلك أقصر طرق الحماية وأقوى مصدات الهجوم، فضحى بمشاعر شعبه ومصالح بلده وواجبه تجاه أهله وأمته.
ولما اكتمل الانسداد على كافة المستويات كان لابد من تغيير الأوضاع – خصوصا بعد محاولات عديدة وقعت من خارج النظام – وهكذا جاء الثالث من أغسطس ودخلت البلاد مرحلة انتقالية ختمت بانتخابات نيابية وبلدية ورئاسية على إثرها سلمت المسؤولية للسلطات المنتخبة، وتهيأت أجواء جديدة لممارسة السياسة والعمل الوطني.

### 2- على المستوى الإقليمي والدولي
تتميز الوضعية الحالية في الساحتين الإقليمية والدولية بما يلي:
1. تتعزز الديمقراطية في أغلب دول المنطقة وخصوصا في الجوار، حيث تدوولت السلطة سلميا - كليا أو جزئيا- وظهرت آثار صناديق الاقتراع في البرامج والنتائج وتعززت حريات التعبير والإعلام والنشر خصوصا، وتقلص هامش الإقصاء وتم الاعتراف بأغلب القوى الوطنية.
2. بروز آمال جديدة في الملف الصحراوي ببدء المفاوضات المباشرة، وتراجع مظاهر الاستقطاب الإقليمي في الموضوع مما يفتح آفاقا لتسوية عادلة تخدم المنطقة وشعوبها.
3. تراجع بعض الصراعات الإقليمية كما هو الحال في ومالي والسنغال وبروز صراعات أشد خصوصا في ساحل العاج وإن كانت الأخيرة شهدت هدوء وربما توجها نحو الانفراج بعد المبادرة البوركنابية وتولي قيم سورو رئاسة الوزارة.
4. التوتر الأمني الحاصل في المثلث المشترك مع مالي والجزائر بفعل وجود جماعات العنف وعصابات التهريب ومطامع الدول الكبرى. وهو التوتر الذي تمدد إلى حدودنا على نحو واضح مع جريمة لمغيطي ضد كتيبة من الجيش الوطني ولاشك في علاقته المباشرة أو غير المباشرة بمسألة المخدرات التي عانت منها بلادنا خصوصا بعد فضيحة انواذيبو وضبطية الانتربول الأخيرة.
5. بروز موضوع الإصلاح والديمقراطية في العالم العربي واتخاذ بعض الدول العربية خطوات محتشمة في هذا المسار لم تلب مطالب الشعوب ولم توقف ابتزاز الأمريكيين وضغوطهم والتي تتغير حسب المستفيد من الديمقراطية.
6. تكريس واقع الاحتلال الإسرائيلي وانتشار آثاره وتمددها في المنطقة رغم استمرار المقاومة والتشجيع الواسع لمشروعها وثقافتها وهو ما ظهر في آخر انتخابات تشريعية فلسطينية، وإن كان الأمر تأثر بأجواء الصراع الداخلي والذي لا تخفى فيه أيدي التحالف الأمريكي – الإسرائيلي وحلفائه.
7. استمرار احتلال العراق الشقيق وما انجر عنه من اختلال موازين المنطقة وهيمنة استعمارية فيها تتخذ أبشع أنواع العدوان والإرهاب رغم ما ترتب على هذا الاحتلال من مقاومة باسلة ألحقت بالعدو الهزيمة وتكاد تدفعه إلى الانسحاب.
8. تراجع مظاهر المشاركة في النظام الدولي، وتهديد مبدأ سيادة الدولة أمام مطالب الولايات المتحدة وضغوطها المختلفة.

## ثانيا: ثوابت ومنطلقات عامة
ننطلق في التجمع الوطني للإصلاح والتنمية من الإيمان بالله الواحد الأحد وخاتمية الرسالة المعلنة بلوغ البشرية سن الرشد والمسؤولية والنهوض بدور التجديد المرتبط بثوابت الأصول وحاجات الزمن مسترشدا بهدي العلماء ونتاج عقول الأمة في مدارسها الفقهية والعقلية والسلوكية في وسطية تنأى عن الغلو وتتجافى عن التساهل فكرا وسلوكا وممارسة وتعترف بحق الاختلاف والتباين، وتعتبر الإسلام مشتركا لكل الموريتانيين لا يقبل أن يحتكره أحد عن الآخر.
كما ننطلق من الإيمان بمجتمع موريتاني واحد وموحد في الدين والمذهب وحقوق المواطنة ونعتبر تعدده العرقي رافدا حضاريا غنيا ومغنيا يؤهل البلد لدوره الإقليمي ويسمح له بالتمدد القاري فالدولي.
ومنطلقاته اختصارا هي:

### المرجعية الإسلامية
حيث ننطلق من الأصول الإسلامية الملزمة كتابا منزلا وسنة هادية لا نحيد عنهما ونلتزم بأحكامهما ثم نؤسس علي تراث الأمة وعلمائها ونسترشد به ونؤمن أن الاجتهاد المؤسس على الوحي المستوعب للواقع القاصد للمصلحة هو آلية التجديد في الدين ومسايرته لكل زمان ومكان بموريتانيا.

### الانتساب الوطني
ونعني به أننا من موريتانيا فيها نشانا وبها نعتز ولمصلحتها نهدف نذود عنها ونرعى وحدتها وأمنها، فالوطنية عندنا منطلق وصفة وهدف، ونبني على سالف كسب الآباء ورجال الوطن نجدده ونحييه بما يخدم مصالح الحاضر وآمال المستقبل، ومن مقتضيات هذا الانتساب حماية الوحدة الوطنية للبلاد بمختلف أعراقها وفئاتها وجهاتها ونبذ كل الدعوات العنصرية والمفرقة.

### الخيار الديمقراطي
فتبنينا للديمقراطية والتعددية والتداول السلمي للسلطة خيار استراتجي لا تردد فيه ونرفض الاستبداد وتبريراته والأحادية ومسوغاتها ونعتبر أن الديمقراطية بما تتيحه من أجواء الحرية والمنافسة والرقابة والشفافية صمام للتنمية والتقدم والنهضة، وسلميتنا تأخذ من أصول الإسلام وتسامحه منطلقا، وترفض التطرف والغلو والعنف، وتدين الإرهاب أيا كان مصدره وكل أشكال الاعتداء على أرواح وممتلكات الأبرياء مهما كانت معتقداتهم وجنسياتهم وأفكارهم.

## ثالثا: أولويات الإصلاح
تتركز أولويات الإصلاح على جملة من المعالم والاختيارات تؤسس للتفاصيل اللاحقة والبرامج الانتخابية المنتظرة:

### المجال القانوني والسياسي
انطلاقا من وضوح المرجعية الإسلامية في دستور البلاد ومع تثمين المضامين الواردة في التعديل الدستوري المقر في المرحلة الانتقالية خصوصا تلك المتعلقة بضمان التداول وكسر احتكار السلطة، فإن خطوات أخرى تظل ضرورية ولعل من أهمها:
1. مراجعة المدونة القانونية على نحو يجعلها منسجمة مع المرجعية الدستورية الإسلامية، ضامنة للحريات والحقوق، ومستوعبة للتطور الحاصل في الفكر القانوني والدستوري في العالم.
2. حماية استقلال القضاء بالإجراءات المناسبة ومن أهمها: النص على انتخاب أعضاء المجلس الأعلى للقضاء وقضاة المحكمة العليا.
3. مراجعة قانون الأحزاب بحيث يكون واضحا في النص على نظام التصريح فقط.
4. تعزيز الخطوات والتشريعات الهادفة لضمان حرية الصحافة، وتحسين أوضاعها، والدفع نحو التسريع بحرية المجال السمعي البصري في البلاد.
5. حماية مؤسسات المجتمع المدني بتعديل قانون الجمعيات واعتماد نظام التصريح والنص على حمايتها ودعمها.
6. تعديل قوانين الانتخابات والقوانين ذات الصلة في اتجاه ضمان تمثيل متوازن على المستوى الوطني وعلى نحو يجمع بين نظام النسبية والانتخاب بالأغلبية، وبحيث يعطي المواطنون المقيمون في الخارج حق التصويت في النيابيات والرئاسيات.
7. تطوير وتوسيع قوانين حماية حقوق الإنسان ومنع استغلاله وإهانته ودعم المبادرات القانونية في هذا الصدد خصوصًا تلك المتعلقة بمحاربة الرق.
8. عودة المبعدين الموريتانيين عودة منظمة إلى بلادهم وتمكينهم من حقوقهم في إطار من الإنصاف وجو من التشاور والتفاهم والتسامح.
9. وضع ميثاق شرف وطني لحماية التحول الديمقراطي وتأكيد آليات التداول السلمي للسلطة وضمان الحريات لكل التوجهات يوقعه الجميع ويكون ملزمًا للجميع.

### المجال الاقتصادي
تستند رؤيتنا على ضرورة تحقيق تنمية متوازنة راسخة ومستديمة خالية من التشوهات والاختلالات، تنمية موجهة ومعقلنة تقوم على مبدأ الحرية الاقتصادية المقيدة بالضوابط الشرعية، والقيم الخلقية، والمصلحة العامة بما يجنب المجتمع مخاطر الجشع ويضمن ترشيد موارده مع تحقيق العدالة في التوزيع لصالح الفقراء والمحرومين وذوي الدخول المحدودة.
ولبلوغ تلك المقاصد، تنطلق سياستنا من السعي إلى الاستفادة من إيجابيات الاقتصاد الحر وتجنب سلبياته من خلال تدخل الدولة في الحالات الضرورية لضمان تنظيم الحياة الاقتصادية وتحقيق المنافسة العادلة وتكافؤ الفرص بين الجميع، وتماشيا مع ذلك فإن اهتماماته تنصب على ما يلي:
1. احترام مبدأ الملكية الفردية
2. تشجيع القطاع الخاص من خلال فتح المجال أمام المبادرات الخاصة وإعطاء الحوافز لجميع الفاعلين الخصوصيين.
3. ضمان منافسة حقيقية وشفافة بين مختلف الفاعلين في المجال الاقتصادي.
4. التدخل الفعال للدولة لسد النقص في المجالات التي لا تستقطب القطاع الخاص، ولضمان حرية السوق والعدل فيه وحسن تسيير الموارد ولمنع تغول الليبرالية.
5. تشجيع الاستثمارات الوطنية والأجنبية لتطوير التنمية ولضمان التشغيل وتسهيل انتقال الخبرة والتقنية.
6. متابعة الأسعار على نحو يحمي المستهلك والمستورد والمنتج على نحو متوازن وربط الأجور بالأسعار بشكل يحمي أصحاب الدخول الثابتة والمحدودة.
7. تشجيع صناعة وطنية تستفيد من الثروات الخام وتوفر فرص العمل وتؤسس لقاعدة صناعية منتجة.
8. دعم الصناعات التقليدية واليدوية عموما وإدماجها أكثر في عجلة الاقتصاد الوطني.
9. مراجعة قوانين وإجراءات الخصخصة بحيث تكون:
  - مبررة اقتصاديًا من ناحية الوضعية المالية للمؤسسات قيد الخصخصة.
  - خاضعة لبرنامج مدروس يراعي المصلحة العامة في الحاضر والمستقبل ويأخذ بعين الاعتبار الأبعاد الاقتصادية والاجتماعية لتلك العمليات.
10. وضع سياسات نقدية تحقق استقرار العملة وتطوير وتوسيع نطاق المعاملات المصرفية الإسلامية.
11. تعزيز الرقابة على ثروات البلاد والحرص على اتفاقيات عادلة مع الشركاء والمستثمرين.
12. الحد من الفوضى السائدة في البحث والتنقيب عن الثروات ووضع آليات تحول دون الغبن في الاتفاقيات المتعلقة بها وتحديد إجراءات لذلك.
13. التنسيق مع الدول الصديقة والشقيقة لتعزيز مواقفنا التفاوضية.
14. وضع سياسة عقارية فعالة تجمع بين حق سكان الأراضي وحاجات الدولة الاقتصادية وأولويات التنمية.
15. وضع سياسة زراعية فعالة لتحقيق الاكتفاء الذاتي في أجل قريب.
16. وضع إصلاح فوري لقطاع الصيد البحري يضمن التجدد الحيوي للثروة وإنشاء صناعات في مجال المنتجات البحرية ويعزز التعاون الإقليمي والدولي بما يضمن مصالح البلاد.
17. توسيع اللامركزية في مجالات التنمية والعناية بالأرياف وإقامة مشروعات تضمن النهضة بها والتوطين فيها.
18. العناية بالثروة الحيوانية ووضع سياسات لحمايتها والاستفادة منها.
19. وضع الضمانات الكافية لحسن تسيير النفط، واعتماد آليات واضحة لشفافية ذلك التسيير.
20. وضع سياسة عادلة ومتوازنة في مجال الضرائب وتحصيلها.
21. تشجيع التعاون الاقتصادي الإقليمي ودعم الجهود الرامية إلى إقامة تكتلات اقتصادية في الفضاءات العربية والإفريقية والإسلامية.
22. تشجيع الانفتاح المدروس على الاقتصاد العالمي لضمان الاستفادة من مزايا العولمة الاقتصادية مع الحرص على تفادي مظاهرها السلبية.
23. مراجعة واقع المناجم عموما والحديد خصوصِا في اتجاه يضمن تسييرًا شفافا لها واستفادة أكثر منها.
24. تطوير قطاع النقل البري والبحري والجوي وضمان الجودة فيه وتحريره من أي هيمنة أو احتكار.

### المجال الاجتماعي
وأولوياته في هذا المجال هي:
1. القضاء على كل مظاهر الرق وآثاره وتوظيف كافة الوسائل المشروعة لتحقيق ذلك.
2. وضع سياسات للنهضة بالمرأة وتمكينها من المشاركة في مختلف مرافق المجتمع والدولة وإعانتها على أداء دورها الأسري والتأهيلي بنجاح على نحو يحقق التكامل في المجتمع.
3. انتهاج سياسة ديناميكية شفافة لتخفيف أسباب ومظاهر الفقر وللحد من البطالة.
4. إنشاء صندوق لدعم العاطلين عن العمل على نحو يضمن إنتاجيتهم مع إعادة تكوينهم وتأهيلهم.
5. إنشاء صندوق وطني للزكاة جباية وتوزيعًا واستثمارًا.
6. فتح المجال أمام الهيئات الخيرية ومؤسسات المجتمع الأهلي للإسهام في مكافحة الفقر وتعزيز التنمية.
7. وضع حد للفوضى والتلاعب في المجال الصحي وتطبيق ضوابط واضحة وشفافة لفتح العيادات واستيراد الأدوية.
8. توسيع الغطاء الصحي والصيدلي ووضع آليات لضمان الخدمات الصحية على نحو جيد مع تطوير سياسات التأمين الصحي.
9. دعم النقابات والتجمعات العمالية وتشجيع العمل النقابي فيما يخدم الشرائح العمالية.
10. وضع إجراءات وسياسات للنهضة بالأمومة والطفولة وحماية الطفل اجتماعيا وثقافيًا، وتوفير الظروف المناسبة لضمان الرعاية الأسرية له مع العناية بالترفيه توجيها وتطويرًا.
11. رعاية الأخلاق العامة وتوجيه المجتمع نحو قيم الأصالة والالتزام والجدية.
12. القضاء على السكن العشوائي ووضع سياسة إسكانية فعالة.
13. تطوير إجراءات حماية البيئة وتفعيل الآليات القانونية لذلك.
14. تشجيع الجمعيات غير الحكومية وخصوصًا جمعيات الرقابة على الأسعار والمواد وجمعيات الدفاع عن المستهلك.

### المجال التعليمي والثقافي
وفي هذا المجال سيركز على الأولويات التالية:
1. مراجعة واقع وبرامج التعليم في اتجاه يجمع بين:
  - المحافظة على الهوية والثوابت الإسلامية
  - تعزيز مكانة اللغة العربية باعتبارها اللغة الرسمية وتكريسها لغة للعمل والإدارة وتطويرو تعزيزاللغات الوطنية الأخرى: البولارية والسونكية والولفية.
  - الانفتاح على اللغات العالمية وتعزيز مكانة العلوم والتقنيات الحديثة.
  - التوسع في التعليم العالي والمهني والبحث العلمي.
  - توسيع شبكة التعليم على كافة التراب الوطني مع التحسين من أوضاعه وأوضاع القائمين عليه.
  - تحسين نوعية التعليم وملاءمته مع احتياجات سوق العمل.
2. دعم المساجد والمحاضر ماديًا ومعنويًا وتشجيع التعليم المحظري مع تطويره في اتجاه الاستفادة من آليات العصر ووسائله.
3. تحسين وضع الأئمة والدعاة مع ضمان حرية الدعوة.
4. دعم الثقافة وتشجيع الفنون والأعمال الإبداعية.
5. حماية التراث الموريتاني وتطوير المواقع الأثرية والسياحية.
6. إحياء الدور الثقافي والتعليمي لموريتانيا في غرب إفريقيا.

### مجال الشباب والرياضة
1. العناية بالعمل الشبابي والطلابي وإشراك هذه الشريحة أكثر في الشأن العام.
2. الاهتمام بالرياضة وتشجيع مختلف أنواع الرياضات المفيدة.
3. إقامة البنى والمؤسسات الرياضية الكافية.
4. إقامة منشآت رياضية متكاملة في كل المدن الرئيسية.
5. إنشاء حدائق عامة وتطوير الموجودة وتنويع خدمات الشباب والترفيه فيها.

### المجال العسكري والأمني
لا يماري أحد في أهمية حماية الحوزة الترابية للبلاد وسيادة الأمن والاستقرار والحفاظ على النظام العام ومنع الفوضى وفي دور المؤسسة العسكرية والأمنية في ذلك وهو ما يتطلب الاهتمام بها مكانة وتطويرًا من هنا تكون الأمور التالية لازمة ومطلوبة:
1. اعتبار الجيش مؤسسة وطنية جمهورية تتبع للقرار السياسي، وإبقاؤه رمزا للوحدة الوطنية وإتاحة الفرصة أمام كل مواطن لشرف الانتساب إليه دون تمييز فئوي أو عرقي أو قبلي.
2. تطوير قدرة الجيش القتالية وبث روح الإيمان فيه وتحديث بنيته العسكرية للدفاع عن الوطن.
3. اعتماد عقيدة عسكرية ممتدة من ثقافة الأمة وتاريخها وواقعها وتوظيف روح البذل والفداء المتأصلة فيها.
4. الحرص على الكفاءات العسكرية والعناية بالتأهيل العسكري وإقامة مؤسسات الأبحاث العسكرية والإستراتيجية.
5. التحسين من الأوضاع المادية رواتب وسكنا وتأمينا لمنتسبي القوات المسلحة وقوات الأمن على نحو يؤهلهم للدور المنوط بهم ويمكنهم من مواجهة التحديات.
6. إعادة التوازن بين المؤسسات العسكرية والأمنية حتى لا يتجاوزأي منها مهامه المنوطة به.
7. تطوير وتحديث الأجهزة الأمنية حتى تصبح في خدمة الجمهورية والحريات وحمايتها.
8. التأهيل الثقافي والديمقراطي والأخلاقي للعاملين في سلك الأمن والشرطة.

### ح- في المجال الدبلوماسي
تتميز موريتانيا بموقع استراتجي بين العالم العربي وإفريقيا وتهيؤها ثقافتها وساكنتها المتنوعة لدور تكاملي كبير، وقد تهيأ لها في السابق أن قامت بأدوار دبلوماسية ناجحة تجاوزت قدرات الدولة الناشئة أحيانا لكنها في الفترات الأخيرة عانت من تراجع بين في المكانة الخارجية والدور الدبلوماسي معا، مما يجعل تنشيط هذا المجال وتصحيحه من أولويات المرحلة ومما يساعد في ذلك:
1. تعزيزمكانة موريتانيا في المحيط العربي والإفريقي والإسلامي.
2. العمل على إحياء وتنشيط اتحاد المغرب العربي بما يخدم مصالح دوله وشعوبه
3. تفعيل دور موريتانيا في الاتحاد المغاربي وفي جامعة الدول العربية.
4. العودة المحضرة للمنظمة الاقتصادية لدول غرب إفريقيا (OّّّّCEDEA)
5. تنشيط دور موريتانيا في الاتحاد الإفريقي.
6. دعم الشعب الفلسطيني في كفاحه المشروع ومساعدته على نيل حقوقه الكاملة.
7. قطع العلاقات مع إسرائيل والتي أضرت بالمصلحة الوطنية وبسمعة البلد ودوره تجاه أمته وأهله
8. رفض الاحتلال الأمريكي والبريطاني للعراق ودعم مقاومته المشروعة لجيوش الغزاة وحلفائهم.
9. دعم كل الشعوب المسلمة والمظلومة ومناصرة القضايا العادلة.
10. تطوير العلاقات مع أوروبا باعتبارها الشريك الرئيسي للبلاد، وتطوير العلاقات مع الولايات المتحدة بما لا يمس السيادة الوطنية
11. تطوير العلاقة مع مختلف شركاء التنمية ومنظمات ودول العالم.
12. دعم السياسات الرامية لنشر السلم والتسامح ومقاومة سياسات القمع والعنف والعدوان والإلغاء.
13. تشجيع المبادرات الإصلاحية في حل الأزمات والمشاكل الإقليمية والقارية والدولية.
14. تأهيل الدبلوماسية الموريتانية لتكون قادرة على خدمة الأهداف الإستراتيجية للبلاد

تلك أهم محاور سياسة وتوجه التجمع الوطني للإصلاح والتنمية أساسيات منها ينطلق، وفي إطارها يفصل البرامج والمواقف:، يقدمها للرأي العام وكل الفاعلين الوطنيين عهدا به يلتزم، وعليه يقوم ويحاسب. لا يدعي عصمة أو اكتمال نظر، بل هو الاجتهاد والتقدير، والتسديد والمقاربة.

## قادة الحزب
- محمد جميل ولد منصور (2007 - 25 ديسمبر 2017)
- محمد محمود ولد سيدي (25 ديسمبر 2017 - 25 ديسمبر 2022)
- حمادي ولد سيدي المختار (26 ديسمبر 2022 - الآن)[1]